# Imanol Agirretxe Arruti
Imanol Agirretxe Arruti   (Usurbil, 24 de febrer de 1987) és un exfutbolista basc, que jugava com a davanter. A banda d'una curta cessió al CE Castelló, va jugar tota la seva carrera professional a la Reial Societat. En aquest club, hi va disputar 272 partits, amb 75 gols, mentre que només a La Liga hi va marcar 56 cops en 180 partits.
Després de passar per les categories inferiors de l'Antiguoko i de l'Athletic Club, s'incorpora al planter de la Reial Societat. A la campanya 04/05 debuta amb el primer equip a la màxima categoria. Disputaria tres partits i marcaria un gol. A partir d'eixe moment alterna el filial i el primer planter, fins a pujar definitivament a la Reial el 2009. El 2007 va estar cedit al CE Castelló, a Segona Divisió.
Ha estat internacional espanyol en categoria sub-17.